# Ишчезли континент: Путовања по маловарошкој Америци
Ишчезли континент: Путовања по маловарошкој Америци (енгл. The Lost Continent: Travels in Small-Town America) је књига путописног карактера чији је аутор амерички писац Бил Брајсон. Настала је као хроника пишчевог путовања по САД у дужини од 22.500 километара. Књига је подељена у два дела „Исток“ и „Запад“, а почетак путовања је из Де Мојна у Ајови, који је и родни град Брајсона. Циљ његовог путовања је да на хумористичан начин опише и читаоцима приближи туристичке дестинације широм Сједињених Држава.